# Whamola
Lo whamola è uno strumento basso usato nella musica funk e jazz.
È un discendente diretto del bidofono, uno strumento divenuto popolare con la musica skiffle e le jug bands. Lo whamola consiste in un manico simile a quello del contrabbasso con un sistema di carrucole e di leve ed un'unica corda, il tutto montato in un tubo metallico quadrato o su un supporto. È suonato colpendo la corda con una bacchetta da batteria e schiacciando la corda con una mano o alterando la tensione della corda usando il sistema di leve e carrucole per cambiare l'intonazione.
Lo whamola è divenuto popolare solo in tempi recenti, grazie al suo utilizzo da parte di due famosi virtuosi del basso contemporaneo: Les Claypool dei Primus e John Myung dei Dream Theater. Ad ogni modo, poiché gli whamola non sono molto diffusi, essi sono estremamente rari e molti di essi sono costruiti dagli stessi musicisti.  
Whamola è anche il titolo di una canzone in cui, sempre Claypool, suona lo strumento nell'album Purple Onion (2002) dei Les Claypool's Fearless Flying Frog Brigade; un estratto del brano è stato utilizzato, mixandolo insieme al tema originale realizzato dai Primus (principale band di Claypool), a partire dalla settima stagione per il tema di apertura della serie TV animata South Park.
Vi è anche una Drum and Whamola Jam inclusa come capitolo nel DVD live Hallucino-Genetics (2004) dei Primus.